# Ron Brownstein
Ron Brownstein (New York, 6 april 1958) is een Amerikaans journalist, politiek correspondent en analist.

## Afkomst en opleiding
Brownstein werd geboren in een Joods gezin als de zoon van Shirley en David Brownstein. Zijn vader was elektricien. In 1979 behaalde hij een bachelor graad in Engelse Literatuur aan de State University of New York - Binghamton. Daarna werkte hij als senior staflid voor de activist voor burger- en consumentenrechten Ralph Nader.

## Carrière
In 1983 ging hij aan de slag als Witte Huis-correspondent voor de National Journal. In 1987 werd hij redacteur van de Los Angeles Times. In 1989 verliet hij de National Journal om fulltime aan het werk te gaan als nationaal correspondent voor de Los Angeles Times. In 1993 werd hij benoemd tot hun nationale politieke correspondent. In 1997 aanvaardde hij de functie van hoofd politiek correspondent voor de binnenlands nieuws en buitenlandse reportages.
In 1998 werkte hij als politiek analist voor CNN, waar hij bleef tot 2004.
Momenteel is hij senior politiek analist voor CNN en tevens werkzaam als strategisch stafmedewerker van het concern Atlantic Media. Hij schrijft regelmatig columns en/of artikelen, voornamelijk voor de National Journal en The Atlantic.

## Privé
Brownstein is twee keer getrouwd. Zijn eerste vrouw was Nina Easton. Zij kregen samen twee kinderen voor hun scheiding. In 2005, trouwde hij met Eileen Nicole McMenamin, het voormalige hoofd communicatie van senator John McCain in een oecumenische dienst in Henderson, Nevada.